# Różampol (Litwa)
Różampol (lit. Ružampolis; pol. hist. Rożampol) – kolonia na Litwie, w okręgu wileńskim, w rejonie wileńskim, w gminie Podbrzezie.

## Historia
W dwudziestoleciu międzywojennym zaścianek leżący w Polsce, w województwie wileńskim, w powiecie wileńsko-trockim, w gminie Podbrzezie. W 1931 miejscowość liczyła 11 mieszkańców, zamieszkałych w 1 budynku.
Po II wojnie światowej w granicach Związku Sowieckiego. Od 1991 na niepodległej Litwie.